# Otto Back (Sprachwissenschaftler)
Otto Back (geboren am 28. März 1926 in Wien; gestorben im Oktober 2018 ebenda) war ein österreichischer Slawist und Sprachwissenschaftler, der sich unter anderem auf Onomastik spezialisiert hatte.

## Leben
Otto Back galt wegen eines jüdischen Elternteiles als „Mischling ersten Grades“ und musste den Schulbesuch abbrechen. Bis zum Kriegsende 1945 war er in verschiedenen Firmen beschäftigt. Nach dem Krieg holte er den Schulabschluss nach und studierte Romanistik und Slawistik an der Universität Wien.
Mit einer Dissertation über die Ausdrücke für „schön“ in den romanischen Sprachen promovierte er 1952. Von 1951 bis 1964 arbeitete er in der Chiffrier- und Übersetzungsabteilung des österreichischen Außenministeriums. Seit 1964 war er bis zum Übertritt in den Ruhestand an der Universität Wien tätig, zunächst am Institut für Slawistik, dann als Leiter des Instituts für Übersetzer- und Dolmetscherausbildung. Ab 1969 lehrte er am Institut für Sprachwissenschaft, ab 1983 als Honorarprofessor.

## Arbeitsfelder
Zu den Forschungsgebieten von Otto Back gehörten die Namenkunde und geographische Terminologie, zum Beispiel die Benennung von Sprachen und die Wiedergabe fremdsprachlicher geographischer Namen durch Exonyme oder durch Umschriftung sowie die Orthographie und Probleme der Lautschrift im Österreichischen Wörterbuch, in dessen Bearbeiter- bzw. Herausgeberteam er von 1985 bis 2005 war.
Darüber hinaus beschäftigte er sich mit Plansprachen und Interlinguistik.
Er wirkte in zahlreichen wichtigen Gremien mit, wie der Österreichischen Orthographie-Kommission und dem Ständigen Ausschuss für Geographische Namen (Frankfurt/Main).

## Publikationen (Auswahl)
- Zur Klein- und Großschreibung im Deutschen. Probleme und Standpunkte. Hrsg. vom Bundesministerium für Unterricht und Kunst. Wien: Österreichischer Bundesverlag, 1979. ISBN 978-3-215-04066-5.
- Übersetzbare Eigennamen. Eine synchronische Untersuchung von interlingualer Allonymie und Exonymie. Wien: Edition Praesens (= Österreichische Namenforschung, Sonderreihe, Band 5) 1983. (Zweite Auflage 1991 / Dritte, revidierte und erweiterte Auflage 2002.). ISBN 978-3-7069-0146-8.
- Überlegungen zu einer österreichischen Standardlautung des Deutschen. In: Muhr R., Schrodt R., Wiesinger P. (Hrsg.): Österreichisches Deutsch. Linguistische, sozialpsychologische und sprachpolitische Aspekte einer nationalen Variante des Deutschen. Wien: Hölder-Pichler-Tempsky, 1995. S. 280–286. ISBN 3-209-01976-2.
- Typologie der Ländernamen: Staaten-, Länder-, Landschaftsnamen. In: Eichler E., Hilty G., Löffler H., Steger H., Zgusta L. (Hrsg.): Namenforschung / Name Studies / Les noms propres. Ein internationales Handbuch zur Onomastik. 2. Teilband. Berlin / New York: Walter de Gruyter, 1996. S. 1348–1356. ISBN 978-3-11-014879-4.
- Interlinguistik. In: Einführung in die synchrone Sprachwissenschaft. hrsg. Peter Ernst. Wien: Verlag Edition Praesens, 1999 (2., verb. u. verm. Aufl.). ISBN 978-3-7069-0100-0.
- Lingvo-inventado en la Danuba Monarkio (1821–1918). Schliengen: Ed. Iltis, 2005. ISBN 978-3-932807-36-7. (Esperanto)
- Buchstäblich geschrieben: Aufsätze über Schrifttheorie, Orthographie und Transkription. Wien: Verlag Edition Praesens, 2006. ISBN 978-3-7069-0219-9.